# Kennemeroord
Kennemeroord is een voormalige buitenplaats in Heemstede, gelegen ter hoogte van Herenweg 138, op een terrein dat vroeger deel uitmaakte van de Heemsteedse 'Wildernisse'. 
Het hoofdgebouw werd rond 1926 afgebroken. Slechts het monumentale toegangshek, de ijskelder en aan de Koediefslaan de vroegere koepel en oranjerie zijn bewaard gebleven.

## Geschiedenis

### Herberg De Dorstige Kuil

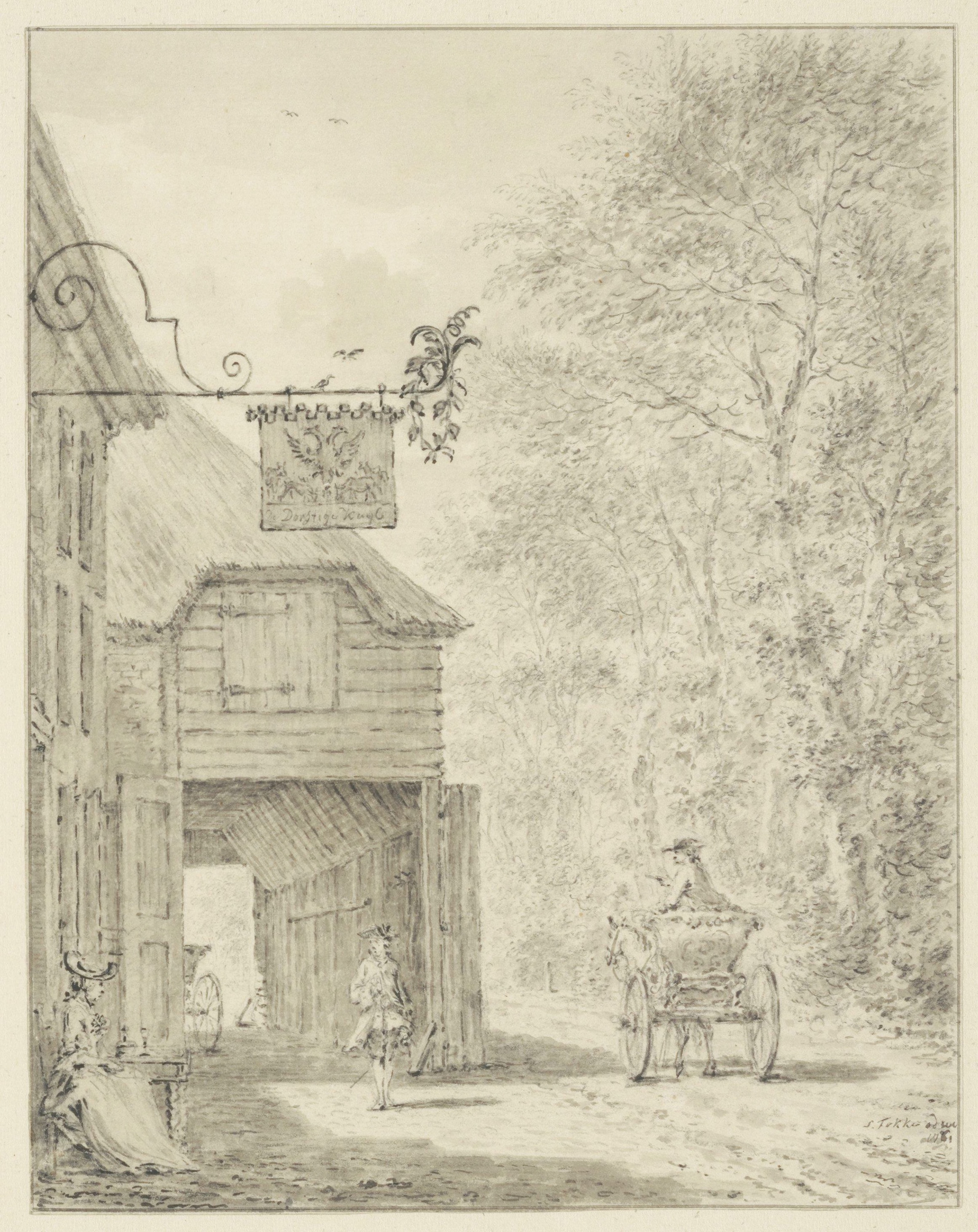
De stal van herberg de Dorstige Kuil, Simon Fokke 1761

Kennemeroord was oorspronkelijk gedurende ongeveer anderhalve eeuw een "vermaarde en neringrijcke" herberg onder de naam 'De Dorstige Kuil', opgericht omstreeks 1642. In 1667 bracht de Toscaanse vorst Cosimo III de' Medici uit Florence een bezoek aan de uitspanning.
In de periode 1750-1770 was deze herberg een trefpunt van kunstenaars, met name leden van de Amsterdamse Tekenakademie, zoals John Greenwood, Jan Punt, Simon Fokke en Jan de Beijer.
De herberg was in de achttiende eeuw eigendom van de Amsterdammer Pieter de la Court (1692-1772). Hij had deze, via van zijn echtgenote Sara Maria Lestevenon (1706-1736), geërfd van zijn schoonvader Jacob Backer Lestevenon (1678-1735). De la Court was op deze wijze ook eigenaar van buitenplaats Oud-Berkenroede geworden. Na het overlijden van De la Court werd de herberg, gelijktijdig met de buitenplaats, door zijn erfgenamen geveild.

### Herenhuis
Toen de taveerne niet meer genoeg geld opbracht is deze verkocht aan de Amsterdammer Jan Baptist van Keulen. Deze liet omstreeks 1795 de herberg afbreken en bouwde hier een witgepleisterd herenhuis. Voorts onder meer een koetshuis, ijskelder, tuinmanshuis, menagerie, oranjerie en (thee)koepel. De landschapstuin wordt toegeschreven aan Johan David Zocher sr.. Achtereenvolgens was de buitenplaats bezit van zes Amsterdamse eigenaars. In 1863 werd de buitenplaats bewoond door de amateur-tekenaar Jacobus Engel (Ko) Weijerman. In 1867 werd Kennemeroord, dat toen ruim zeven hectare omvatte, in zijn geheel verkocht aan Jan Pieter Adolf Teding van Berkhout.

### Nieuw huis
Met het oog op de Olympische Spelen van 1928 in Amsterdam werd rond 1926 de Herenweg verbreed tot ongeveer 12 meter en moest het herenhuis worden afgebroken. Door toenmalig eigenaar Pieter Quarles van Ufford is wat verder op het terrein in 1926 een nieuw huis gebouwd naar een ontwerp van de architect Andries de Maaker. De tuin is vervolgens op onderdelen gewijzigd door de vermaarde Haarlemse landschapsarchitect Leonard Springer. In 1948 is het huis met landgoed aangekocht door de Hervormde Gemeente Heemstede.

### Bejaardenhuis
Na een tijdelijke schoolhuisvesting (1948-1958) is het huis gesloopt om plaats te maken voor een bejaardenhuis. Van 1961 tot 1999 was op deze plaats Zorgcentrum Stichting Kennemeroord gehuisvest. In verband met stimulering van het zelfstandig wonen van bejaarden is het tehuis gesloten.

### Appartementen

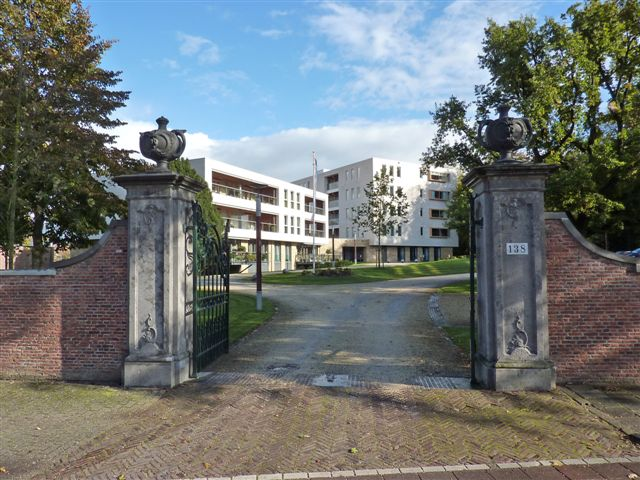
De entree van Kennemeroord anno 2009

In 2006 zijn op het terrein 38 luxe appartementen gebouwd, ontworpen door ZZDP Architecten uit Amstelveen. Bij de oplevering eind 2007 is Kennemeroord een officiële straatnaam geworden.

## Eigenaren van Kennemeroord
- Jan Baptist van Keulen (ca. 1795)
- Herman Rahusen (1803)
- Lodewijk Raphael Bisschoffsheim (1835)
- Gerrit Jan Dijk (1843)
- Johannes Stephanus Kleinpenning (1851)
- Johannes Roos (1857)
- Jan Pieter Adolf Teding van Berkhout (1867)
- Pieter Teding van Berkhout, wiens dochter Wilhelmina in 1858 trouwde met:
- Pierre Nicolas Quarles van Ufford
- Pieter Quarles van Ufford
- Hervormde Gemeente Heemstede (1948)[4]

## Restanten
Nog aanwezig zijn onder andere het monumentale toegangshek, de ijskelder en aan de Koediefslaan de vroegere koepel en oranjerie. Deze zijn opgenomen in het Rijksmonumentenregister. Verder een historische grenssteen. De gebeitelde tekst luidt: "Het scheyt van de Duynen in Heemstede ende van 't Gasthuys binnen de stad Haerlem 1651".
Berkenrode  ·  Bosbeek · Hartekamp · Huis te Manpad · Ipenrode · Kennemeroord · Meer en Bosch · Oud-Berkenroede